# Hittarp

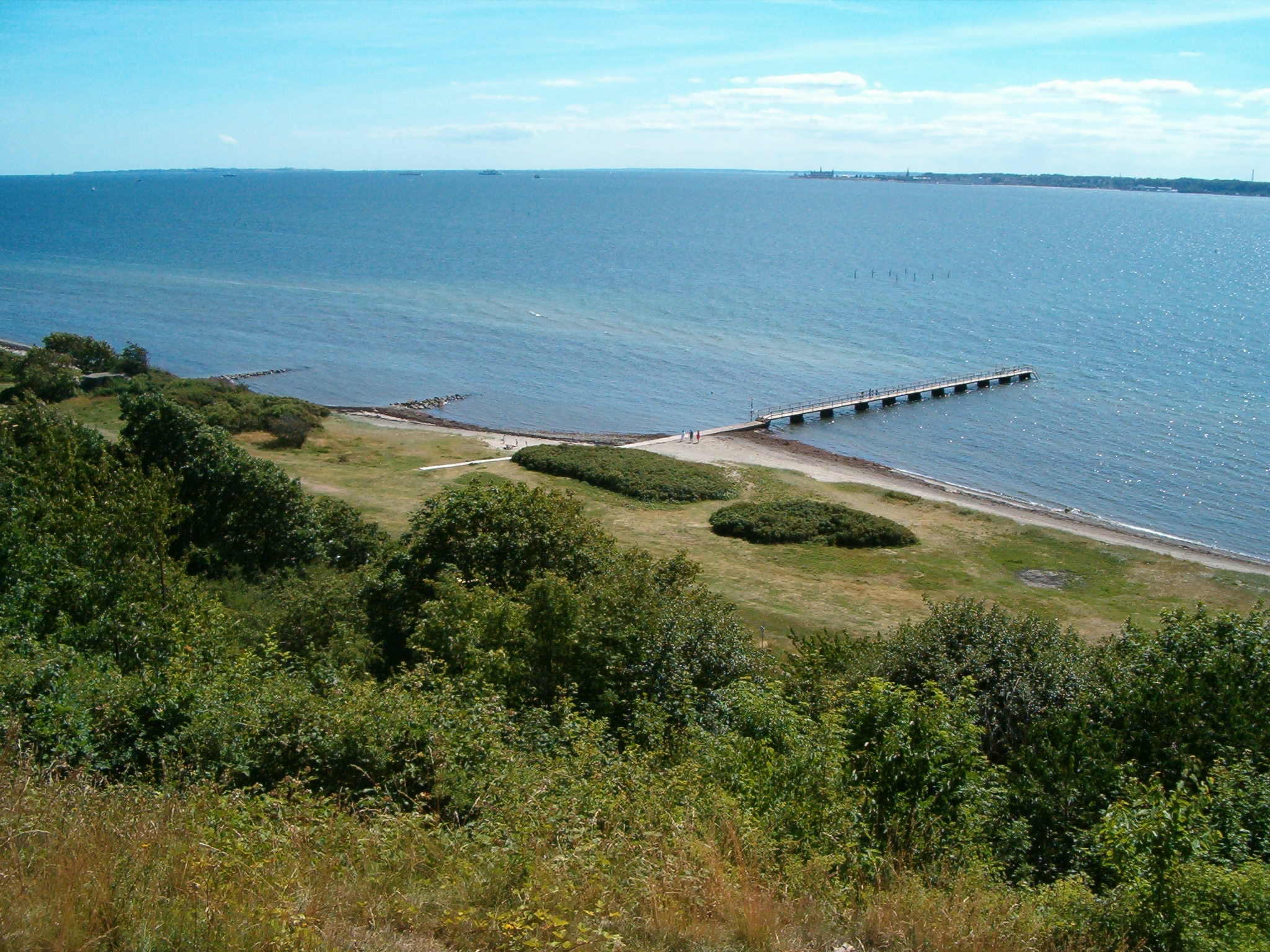
Utsikt från landborgen i Laröd.

Hittarp är en tätort i Helsingborgs kommun i Skåne län, som består av de i dag sammanvuxna samhällena Hittarp och Laröd. Orten är belägen längs kusten omkring 7 kilometer norr om Helsingborg.

## Historia
De två orterna Hittarp och Laröd har olika historisk bakgrund och skiljer sig därför även i bebyggelsestruktur. De separerades tidigare av landborgsbranten. Hittarp, som sträckte sig längs strandremsan, var ett fiskeläge i Allerums socken, medan Laröd, som låg ovanpå landborgsplatån, var mer av ett bondesamhälle. Därför kom Hittarps bebyggelse att domineras av 1800-talets tidstypiska fiskarlängor, medan det i Laröd fanns ett antal fyrlängade och några dubbelkopplade gårdar.
I Laröd fanns stora fyndigheter av sandsten, som utnyttjats sedan medeltiden, till exempel vid byggandet av flera kyrkor och slott. Till exempel består delar av Kronborgs slott av sandsten från Laröd. Stenbrytningen pågick fram till Freden i Roskilde 1658. Blandat med sandstenen fanns även insprängt flötsar av stenkol, som togs till vara och till exempel användes som energikälla till fyrarna i området.
Vid Hittarp uppfördes 1717 mot befarad landstigning av danskarna befästningar, som reparerades 1718, men sedan fick förfalla.
Hittarp blev på 1800-talet ett populärt mål för sommargäster, främst från Helsingborg. Med tiden började dessa även inreda sina stugor för åretruntboende och på så sätt började Hittarp växa sig större. Laröd började däremot inte växa förrän på 1930-talet, då godset Kulla Gunnarstorp började sälja av mark söder om byn där det sakta började utvecklas en villabebyggelse. Utbyggnaden accelererade på 1960-talet.

### Etymologi

#### Laröd
För hundratals år sedan såg inte Kullabygden ut som i dag. Då fanns våta sumpiga mossar och skog. Men när befolkningen ökade började man med enkla verktyg att riva ner skogen, då man ville ha åkermark istället. När man röjde en plats på detta vis fick ofta platsen ett namn som slutar på -röd. Detta röd betyder just röjning. Förledet La kan syfta till boskap. Laröd betyder då röjning för att skapa betesmark. 
Namnet Laröd är alltså mycket gammalt. Redan 1524, under den tid Skåne var danskt, har man hittat Laröd med på kartan. Då stavades namnet Lawerød. Efter det har namnet stavats på många sätt till exempel Laffuerødt 1577 och Laurødt 1580. Under 1600-talet stavades det på många sätt, till exempel Laureed, Laugrødtt, Laere, Laered, Lauerul, med mera. Från och med det år Skåne blev svenskt, 1658, har dock orten nästan hela tiden hetat Laröd.

#### Hittarp
Den första gången namnet Hittarp förekommer är 1684 i Buhrmanns skånekarta. Ändelsen -arp är besläktad med -torp, som betyder nybygge. Förledet härleds troligen till ett mansnamn.

### Befolkningsutveckling
| Befolkningsutvecklingen i Hittarp 1960–2020 | Befolkningsutvecklingen i Hittarp 1960–2020 | Befolkningsutvecklingen i Hittarp 1960–2020 | Befolkningsutvecklingen i Hittarp 1960–2020 | Befolkningsutvecklingen i Hittarp 1960–2020 |
| ------------------------------------------- | ------------------------------------------- | ------------------------------------------- | ------------------------------------------- | ------------------------------------------- |
|                                             |                                             |                                             |                                             |                                             |
| År                                          |                                             |                                             | Folkmängd                                   | Areal (ha)                                  |
| 1960                                        | 1960                                        |                                             | 912                                         |                                             |
| 1965                                        | 1965                                        |                                             | 1 513                                       |                                             |
| 1970                                        | 1970                                        |                                             | 1 599                                       |                                             |
| 1975                                        | 1975                                        |                                             | 1 737                                       |                                             |
| 1980                                        | 1980                                        |                                             | 1 705                                       |                                             |
| 1990                                        | 1990                                        |                                             | 2 625                                       | 165                                         |
| 1995                                        | 1995                                        |                                             | 3 660                                       | 195                                         |
| 2000                                        | 2000                                        |                                             | 3 664                                       | 196                                         |
| 2005                                        | 2005                                        |                                             | 3 837                                       | 199                                         |
| 2010                                        | 2010                                        |                                             | 4 075                                       | 208                                         |
| 2015                                        | 2015                                        |                                             | 4 545                                       | 232                                         |
| 2020                                        | 2020                                        |                                             | 4 628                                       | 239                                         |
|                                             |                                             |                                             |                                             |                                             |

## Samhället
Hittarp sträcker ut sig längs Öresundskusten strax norr om Helsingborg. De båda samhällena avskiljs topografiskt från varandra av landborgsbranten, där Hittarp i norr till största delen är beläget på strandplatån nedanför branten och Laröd i söder ligger på landborgsplatån. På landborgen strax söder om Hittarp breder även ett skogsområde ut sig som separerar de två samhällena. Bebyggelsen är genomgående låg och består till största delen av villor, radhus eller kedjehus. Den härstammar från 1950-talet och senare, men inslag av äldre bebyggelse kan hittas vid Larödsvägen och i Hittarp i form av längor från tiden som fiskeläge och sommarhus från 1800-talet. I Laröd finns också nyare villabebyggelse, affärer, bibliotek, idrottsplats, skolor och vårdcentral. I området finns även en ridklubb.

## Natur
Orten omges i öster av fullåkersbygd med vissa inslag av skog och i närheten ligger ett flertal områden med högt naturvärde, till exempel Kulla Gunnarstorps naturreservat i norr och Christinelunds ädellövskogsreservat i öster. Strax söder om Laröd ligger Sofiero slott, vars slottsträdgård är ett mycket populärt turistmål och längre söderut ligger Pålsjö skog. Orten påverkas mycket av sitt kustnära läge och har ett flertal badplatser, till exempel Larödbaden, Hamnplan och Gamla Larödbaden (L-bryggan), vilka är populära sommartid.

## Idrott
Hittarps IK, en fotbolls- och gymnastikförening, är en av de största klubbarna i Helsingborgs kommun, som spelar på Laröds IP.